# Dajr Salman
Dajr Salman (arab. دير سلمان) – miejscowość w Syrii, w muhafazie Damaszek. W 2004 roku liczyła 6227 mieszkańców.